# Buta Airways
Buta Airways war eine aserbaidschanische virtuelle Fluggesellschaft und ein Tochterunternehmen der Azerbaijan Airlines, über das diese Billigflüge anbot.

## Geschichte
Buta Airways wurde im Dezember 2016 gegründet. Der Erstflug erfolgte am 1. September 2017 von Baku nach Tiflis.
Im August 2023 wurde bekannt, dass Azerbaijan Airlines mit ihrer Tochtergesellschaft Buta Airways fusionieren und danach nur mehr unter der Marke AZAL arbeiten wird. Die Marke Buta Airways wurde im Oktober 2023 eingestellt.

## Flotte
Mit Stand Juli 2023 bestand die Flotte der Buta Airways aus sieben Flugzeugen mit einem Durchschnittsalter von 8,0 Jahren:
| Flugzeugtyp | Anzahl | bestellt | Anmerkungen  | Sitzplätze |
| ----------- | ------ | -------- | ------------ | ---------- |
| Embraer 190 | 7      |          | zwei inaktiv | 106        |
| Gesamt      | 7      | -        |              |            |

In der Vergangenheit betrieb Buta Airways zudem ein Flugzeug des Typs Embraer 170.